# Austroslavisme

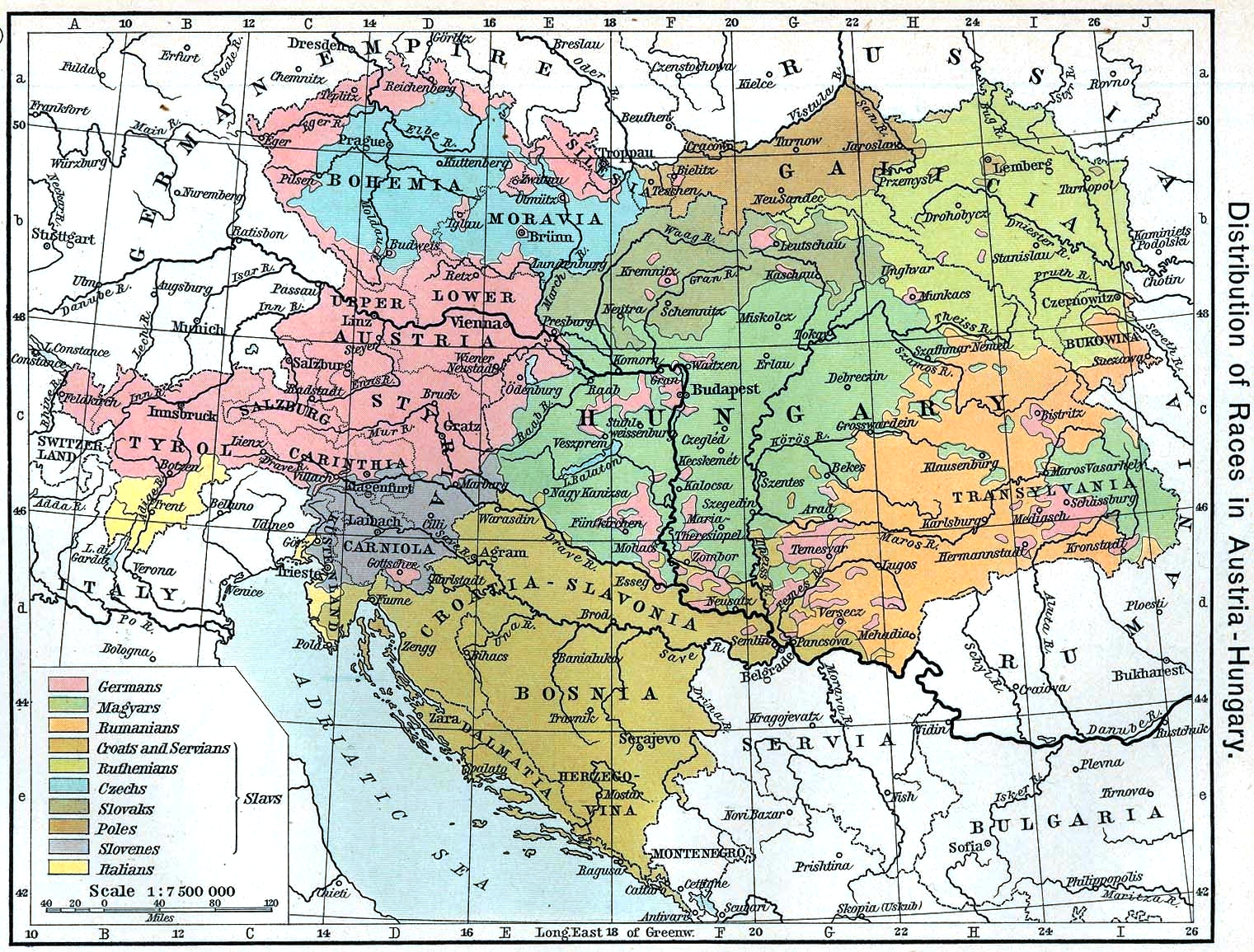
Volken in Oostenrijk-Hongarije in 1911.

Het austroslavisme was een latere vertegenwoordiger van het panslavisme. Het kreeg vorm als een politieke richting onder de Slaven in Oostenrijk-Hongarije, vooral onder de Tsjechen, Kroaten en Slovenen in de tweede helft van de 19e eeuw. De aanhangers van het austroslavisme streefden naar een hervorming van de Oostenrijks-Hongaarse monarchie in een trialistische staat. Belangrijkste vertegenwoordigers waren František Palacký, František Ladislav Rieger, Anton Tomaz Linhart en - in mindere mate - Jernej Kopitar.
In Tsjechië verloor het austroslavisme rond 1890 aan invloed ten gunste van het neoslavisme van de radicale Jong-Tsjechen. In Slovenië bleef het austroslavisme tot aan het begin van de Eerste Wereldoorlog actueel.